# کاسومی ناکانه
کاسومی ناکانه (انگلیسی: Kasumi Nakane؛ زاده ۳ آوریل ۱۹۸۲) یک مانکن اهل ژاپن است. 